# Lijst van burgemeesters van Zoetermeer
Dit is een lijst van burgemeesters van de Nederlandse gemeente Zoetermeer in de provincie Zuid-Holland.
| Ambtsperiode                      | Naam burgemeester                                   | Partij of stroming | Bijzonderheden                                                                 |
| --------------------------------- | --------------------------------------------------- | ------------------ | ------------------------------------------------------------------------------ |
| 1795 - 1826                       | Johannes van Trigt                                  |                    |                                                                                |
| 1827 - 1852                       | Jacobus Bos (ca.1788-1874)                          |                    |                                                                                |
| 1852 - 1857                       | mr. Christinus Wijnand Hubrecht                     |                    |                                                                                |
| 1857 - 1858                       | Johan Jurriaan Kranenburg                           |                    |                                                                                |
| 1858 - 1859                       | Gijsbert Bruynis                                    |                    |                                                                                |
| 1859                              | Johan Wilhelm Rösener Manz                          |                    |                                                                                |
| 1859 - 1861                       | Johannes Noltenius van Elsbroek                     |                    |                                                                                |
| 1861 - 1863                       | J. Gerbr. van Mierop                                |                    |                                                                                |
| 1863 - 1864                       | jhr. George Anthony Clifford                        |                    |                                                                                |
| 1864 - 1894                       | Hendricus Johannes Augustijn                        |                    |                                                                                |
| 1894 - 1912                       | Cornelis Leonardus Jacobus Bos                      |                    |                                                                                |
| 1912 - 1931                       | Frederic Sophie Guillaume Bos                       |                    |                                                                                |
| 1931 - 1938                       | Leopold Roland Middelberg                           | ARP                |                                                                                |
| 1939 - 1963                       | Noé Vernède                                         |                    | (van november 1944 tot 8 mei 1945: J.C.W. van Dijk)                            |
| 16 januari 1964 - 16 mei 1970     | Hans Georg Inundat baron van Tuyll van Serooskerken | VVD                |                                                                                |
| 1970 - 1978                       | Jan Willem Wegstapel                                | VVD                |                                                                                |
| 1978 - 1988                       | Hartman Hoekstra                                    | VVD                |                                                                                |
| 1988 - 1 februari 2004            | Luigi van Leeuwen                                   | VVD                |                                                                                |
| 1 maart 2004 - 31 augustus 2012   | Jan Waaijer                                         | CDA                | [ 2 ]                                                                          |
| 3 september 2012 - 30 maart 2020  | Charlie Aptroot                                     | VVD                | Van januari 2017 tot januari 2018 tevens waarnemend burgemeester van Wassenaar |
| 31 maart 2020 - 30 september 2020 | Jan Pieter Lokker                                   | CDA                | waarnemend                                                                     |
| 1 oktober 2020 - heden            | Michel Bezuijen                                     | VVD                | [ 7 ]                                                                          |